# Красный Отпускник
Красный Отпускник — поселок в Навлинском районе Брянской области в составе Навлинского городского поселения.

## География
Находится в восточной части Брянской области на расстоянии приблизительно 2 км на северо-запад по прямой от районного центра поселка Навля.

## История
Упоминается с 1920-х годов. В середине XX века работал колхоз «7-й съезд Советов». На карте 1941 года обозначен как колхоз «Красный Отпускник» с 12 дворами.

## Население
Численность населения: 18 человек (русские 84 %) в 2002 году, 20 в 2010.